# Rekspoede

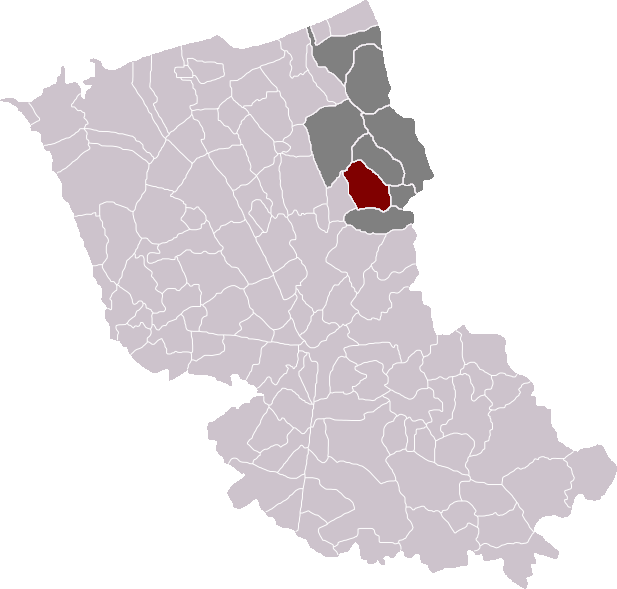
Localització de Rexpoëde

Rekspoede  (francesitzat després de l'annexió per França en Rexpoëde) és un municipi francès, situat a la regió dels Alts de França, al departament del Nord, que forma part de la Westhoek. L'any 2006 tenia 1.728 habitants.

## Fills il·lustres
- Valentin Neuville (1863-1941) compositor musical.

## Demografia
| 1962                                       | 1968  | 1975  | 1982  | 1990  | 1999  |
| ------------------------------------------ | ----- | ----- | ----- | ----- | ----- |
| 1.067                                      | 1.154 | 1.167 | 1.384 | 1.534 | 1.546 |
| Des de 1962: població sense dobles comptes |       |       |       |       |       |

## Administració
| Període | Identitat        | Partit |
| ------- | ---------------- | ------ |
| 1995-   | Bruno Brongniart |        |